# Пуревдорджийн Орхон
Орхон Пуревдордж (монг. Пүрэвдоржийн Орхон; нар. 25 грудня 1993) — монгольська борчиня вільного стилю, чемпіонка світу, чемпіонка Азії, триразова бронзова призерка Кубків світу, учасниця Олімпійських ігор.

## Життєпис
Боротьбою почала займатися з 2007 року. У 2012 році стала чемпіонкою світу з пляжної боротьби серед юніорів. Наступного року здобула бронзову нагороду чемпіонату світу з вільної боротьби серед юніорів.
Виступає за борцівський клуб «Алдар» Улан-Батор. Тренери — Цогтбаяр, Хосбаяр.
У серпні 2018 року Пуревдорджийн Орхон здобула золоту медаль на Азійських іграх у Джакарті. Однак тест на допінг виявив у неї в організмі станозолол та його метаболіт, який є екзогенним анаболічним андрогенним стероїдом під класом S1.1A, заборонений у будь-який час (під час і поза змаганнями). Через порушення антидопінгової політики монгольська спортсменка була позбавлена золотої нагороди Азійських ігор. До неї таклж було застосовано чотирирічну дискваліфікацію, яка тривала до 16 вересня 2022 року.
Післ відбуття дискваліфікації Пуревдорджийн Орхон повернулась до виступів у листопаді 2022 року на Міжнародному меморіалі Білла Фаррелла, де здобула золоту медаль.

## Спортивні результати на міжнародних змаганнях

### Виступи на Олімпіадах
| Змагання                    | Збірна   | Вагова категорія          | Місце |
| --------------------------- | -------- | ------------------------- | ----- |
| Літні Олімпійські ігри 2016 | Монголія | жіноча боротьба, до 58 кг | 7     |

### Виступи на Чемпіонатах світу
| Змагання                        | Збірна   | Вагова категорія          | Місце  |
| ------------------------------- | -------- | ------------------------- | ------ |
| Чемпіонат світу з боротьби 2017 | Монголія | жіноча боротьба, до 63 кг | Золото |
| Чемпіонат світу з боротьби 2023 | Монголія | жіноча боротьба, до 62 кг | 9      |

### Виступи на Чемпіонатах Азії
| Змагання                       | Збірна   | Вагова категорія          | Місце  |
| ------------------------------ | -------- | ------------------------- | ------ |
| Чемпіонат Азії з боротьби 2014 | Монголія | жіноча боротьба, до 55 кг | Срібло |
| Чемпіонат Азії з боротьби 2018 | Монголія | жіноча боротьба, до 62 кг | Золото |
| Чемпіонат Азії з боротьби 2023 | Монголія | жіноча боротьба, до 62 кг | Срібло |

### Виступи на Азійських іграх
| Змагання           | Збірна   | Вагова категорія          | Місце                     |
| ------------------ | -------- | ------------------------- | ------------------------- |
| Азійські ігри 2018 | Монголія | жіноча боротьба, до 62 кг | ( Золото) дискваліфікація |

### Виступи на Кубках світу
| Змагання                    | Збірна   | Вагова категорія | Місце  |
| --------------------------- | -------- | ---------------- | ------ |
| Кубок світу з боротьби 2017 | Монголія | команда          | Бронза |
| Кубок світу з боротьби 2018 | Монголія | команда          | Бронза |
| Кубок світу з боротьби 2022 | Монголія | команда          | Бронза |

### Виступи на Чемпіонатах світу серед військовослужбовців
| Змагання                                                  | Збірна   | Вагова категорія          | Місце  |
| --------------------------------------------------------- | -------- | ------------------------- | ------ |
| Чемпіонат світу з боротьби серед військовослужбовців 2014 | Монголія | жіноча боротьба, до 58 кг | Срібло |
| Чемпіонат світу з боротьби серед військовослужбовців 2017 | Монголія | жіноча боротьба, до 63 кг | Золото |

### Виступи на інших змаганнях
| Змагання                                                     | Збірна   | Вагова категорія          | Місце  |
| ------------------------------------------------------------ | -------- | ------------------------- | ------ |
| Відкритий чемпіонат Монголії з боротьби 2012                 | Монголія | жіноча боротьба, до 51 кг | Бронза |
| Турнір Яшара Догу 2012                                       | Монголія | жіноча боротьба, до 55 кг | Бронза |
| Гран-прі «Іван Яригін» 2013                                  | Монголія | жіноча боротьба, до 55 кг | 12     |
| Кубок Президента Бурятської Республіки з боротьби 2013       | Монголія | жіноча боротьба, до 55 кг | Срібло |
| Відкритий чемпіонат Монголії з боротьби 2013                 | Монголія | жіноча боротьба, до 55 кг | Золото |
| Літня Універсіада 2013                                       | Монголія | жіноча боротьба, до 55 кг | 5      |
| Гран-прі «Іван Яригін» 2014                                  | Монголія | жіноча боротьба, до 55 кг | 5      |
| Відкритий чемпіонат Монголії з боротьби 2014                 | Монголія | жіноча боротьба, до 58 кг | Бронза |
| Золотий Гран-прі з боротьби 2014 (Баку)                      | Монголія | жіноча боротьба, до 55 кг | Срібло |
| Відкритий чемпіонат Польщі з боротьби 2014                   | Монголія | жіноча боротьба, до 55 кг | Бронза |
| Гран-прі Парижа з боротьби 2015                              | Монголія | жіноча боротьба, до 55 кг | Бронза |
| Flatz Open 2015                                              | Монголія | жіноча боротьба, до 55 кг | Золото |
| Відкритий чемпіонат Монголії з боротьби 2015                 | Монголія | жіноча боротьба, до 55 кг | Золото |
| Кубок Президента Казахстану з боротьби 2015                  | Монголія | жіноча боротьба, до 55 кг | Бронза |
| Гран-прі «Іван Яригін» 2016                                  | Монголія | жіноча боротьба, до 58 кг | Золото |
| Олімпійський кваліфікаційний турнір з боротьби 2016 (Астана) | Монголія | жіноча боротьба, до 58 кг | Срібло |
| Турнір міста Сассарі з боротьби 2016                         | Монголія | жіноча боротьба, до 58 кг | Золото |
| Відкритий чемпіонат Польщі з боротьби 2016                   | Монголія | жіноча боротьба, до 60 кг | Золото |
| Гран-прі «Іван Яригін» 2017                                  | Монголія | жіноча боротьба, до 63 кг | Золото |
| Відкритий чемпіонат Монголії з боротьби 2017                 | Монголія | жіноча боротьба, до 63 кг | Золото |
| Відкритий чемпіонат Польщі з боротьби 2017                   | Монголія | жіноча боротьба, до 63 кг | Золото |
| Гран-прі Іспанії з боротьби 2017                             | Монголія | жіноча боротьба, до 63 кг | Золото |
| Гран-прі «Іван Яригін» 2018                                  | Монголія | жіноча боротьба, до 62 кг | Золото |
| Відкритий чемпіонат Монголії з боротьби 2018                 | Монголія | жіноча боротьба, до 62 кг | Золото |
| Міжнародний меморіал Білла Фаррелла 2022                     | Монголія | жіноча боротьба, до 65 кг | Золото |
| Турнір К. У. Кожомкула і Р. Санатбаєва 2023                  | Монголія | жіноча боротьба, до 62 кг | Золото |
| Олімпійський кваліфікаційний турнір з боротьби 2024 (Бішкек) | Монголія | жіноча боротьба, до 62 кг | Золото |

### Виступи на змаганнях молодших вікових груп
| Змагання                                              | Збірна   | Вагова категорія          | Місце  |
| ----------------------------------------------------- | -------- | ------------------------- | ------ |
| Чемпіонат Азії з боротьби серед кадетів 2010          | Монголія | жіноча боротьба, до 56 кг | 5      |
| Чемпіонат світу з боротьби серед юніорів 2012         | Монголія | жіноча боротьба, до 55 кг | 8      |
| Чемпіонат світу з пляжної боротьби серед юніорів 2012 | Монголія | жінки, до 60 кг           | Золото |
| Чемпіонат світу з боротьби серед юніорів 2013         | Монголія | жіноча боротьба, до 55 кг | Бронза |